# Paul Riegler
Paul Riegler (n. 11 decembrie 1867, Roman, Roman, România – d. 18 octombrie 1936, București, România) a fost un medic veterinar român care a pus bazele învățământului veterinar în România. A înființat Institutul Pasteur din București și a întreprins cercetări în domeniul microbiologiei și patologiei veterinare, fiind cel care a preparat serul antirujetic în România.

## Biografie
Rădăcinile familiei Riegler sunt franceze, membri ai acestei familii din Besançon, de credință protestantă, refugiindu-se în anul 1685 în Germania ca urmare a revocării de către Ludovic al XIV‑lea a Edictului de la Nantes. Georges Eduard Riegler, tatăl lui Paul, s-a instalat în Moldova în jurul anului 1850 și s-a căsătorit cu Paulina Wissner cu care a avut opt copii.
Paul Riegler a fost al șaptelea copil al familiei Riegler. A avut doi frați mai mari, gemeni: Emanoil Riegler, medic, farmacolog, profesor universitar la Facultatea de Medicină din Iași și membru corespondent al Academiei Române, și Mauriciu Riegler, medic și un om politic român, primar al orașului Roman în perioada 1905 - 1907, bunicul academicianului Constantin Bălăceanu-Stolnici.
Cursuri primare și gimnaziale în orașul natal. Absolvent al Facultății de Medicină Veterinară (1893), doctor în medicină veterinară, în 1893, cu teza „Cercetările bacteriologice în diagnoza morvei”, iar în 1900 a fost numit profesor la catedra de Patologie generală, microbiologie și anatomie patologică a Școlii Superioare de Medicină Veterinară din București. În perioada 1910 - 1919 Paul Riegler a condus Școala Superioară de Medicină Veterinară, iar, după ce aceasta a fost transformată în Facultatea de Medicină Veterinară, a fost pentru un timp și decan..
Și-a început activitatea de cercetare la Institutul „Victor Babeș”, fiind unul din șefii de secție. În 1909 realizează, cu sprijinul lui Ioan Cantacuzino, „Institutul de Seruri și Vaccinuri” ce reunea activitățile „Institutului de virus vaccinal” (înființat în 1895) și „Serviciului de seruri și vaccinuri” (înființat în 1905) din cadrul Școlii Superioare de Medicină Veterinară. Colaborator apropiat a lui Victor Babeș și Ioan Cantacuzino. Cu ocazia centenarului nașterii lui Louis Pasteur institutul își schimbă numele devenind „Institutului de Seruri și Vaccinuri Pasteur”, mai cunoscut ca „Institutul Pasteur”. A publicat lucrări originale asupra diagnosticului morvei la cal și la om (1893-1899); a toxinelor bacilului morvos și rerului antimorvos (1897); a infecției morvoase experimentale la bovine.
Lucrări publicate
- Tuberculoza la papagal, Societatea de Medicină Veterinară, 1894
- Mortalitatea peștelui de la Herăstrău și de la Teiul Doamnei din primăvara anului 1902, Analele Academiei Române, 1903
- Mijloace noi pentru combaterea boalelor contagioase, București
- Cercetări asupra agalaxiei oilor în România, Arhive veterinare, XXVI, 1-2, 1934

## In memoriam
Un bust din bronz al lui Paul Riegler amplasat în fața Institutului de Seruri și Vaccinuri 
„Pasteur”, operă a sculptorului Iosif Fekete (1903–1979), a fost dezvelit pe 23 iunie 1939. Ulterior, după anul 1987, bustul a fost transferat în fața clădirii principale a sediului Institutului de seruri și vaccinuri „Pasteur” din Calea Giulești.